# Andrzej Malik
Andrzej Malik (* 18. Oktober 1970) ist ein ehemaliger polnischer Skispringer. Er wurde 1990 polnischer Meister mit dem Team.

## Werdegang
Malik, der in seiner Karriere für LKS Skrzyczne Szczyrk startete, wuchs in einer sportlichen Familie auf. Neben ihm sprangen auch seine vier Brüder Janusz, Zbigniew, Tomasz und Kazimierz. Andrzej gab sein internationales Debüt im Rahmen der Beskiden-Tour 1985 in Wisła, wo er sich jedoch nur auf den hinteren Rängen wiederfand. Am 8. Januar 1988 ging Malik in Planica erstmals im Europacup an den Start, verpasste aber deutlich den zweiten Durchgang. Beim Czech-Marusarzówna-Memorial in Zakopane erreichte er wenige Wochen später einen beachtlichen zehnten Platz. Bei den Nordischen Junioren-Skiweltmeisterschaften 1988 in Saalfelden belegte Malik nach einem Sprung auf 53 Metern im Felix-Gottwald-Schisprungstadion den 44. Platz. Ein Jahr später reichte es bei den Juniorenweltmeisterschaften in Vang nur zu Rang 62. Auch im Weltcup blieb Malik erfolglos, sodass der 52. Platz bei seinem Debüt in Zakopane 1990 sein einziger Auftritt sein sollte.
Auf nationaler Ebene wurde er 1989 polnischer Juniorenmeister. Bei den Senioren gewann er 1990 in Zakopane gemeinsam mit seinem Bruder Zbigniew, Wacław Przybyła und Robert Witke im Team den Meistertitel.
1991 beendete Malik seine Karriere.